# جیمز فواد
جیمز فؤاد (انگلیسی: James Foad؛ زادهٔ ۲۰ مارس ۱۹۸۷) ورزشکار روئینگ اهل بریتانیا است.
وی در مسابقات کشوری و بین‌المللی در مجموع برندهٔ ۱ مدال طلا، ۴ مدال نقره، ۲ مدال برنز شده‌است.